# بينس سابو (لاعب كرة قدم)
بينس سابو (بالمجرية: Szabó Bence)‏ هو لاعب كرة قدم مجري، ولد في 16 يناير 1998 في سيكشفهيرفار في المجر. لعب مع نادي مول فيدي.

## وصلات خارجية
- بينس سابو على موقع اتحاد المجر (الهنغارية)
- بينس سابو على موقع قاعدة بيانات كرة القدم.إي يو (الإنجليزية)
- بينس سابو على موقع Soccerway.com (الإنجليزية)